# Evergreen Állami Főiskola
Az Evergreen Állami Főiskola (Evergreen State College, ESC) egy az Amerikai Egyesült Államok északnyugati részén, a Washington állambeli Olympiában található, 1967-ben alapított állami fenntartású felsőoktatási intézmény.
Az ESC az USA-ban az 1960-as és 1970-es években létrejövő, mára megfogyatkozott számú alternatív intézmények egyike.

## Történet

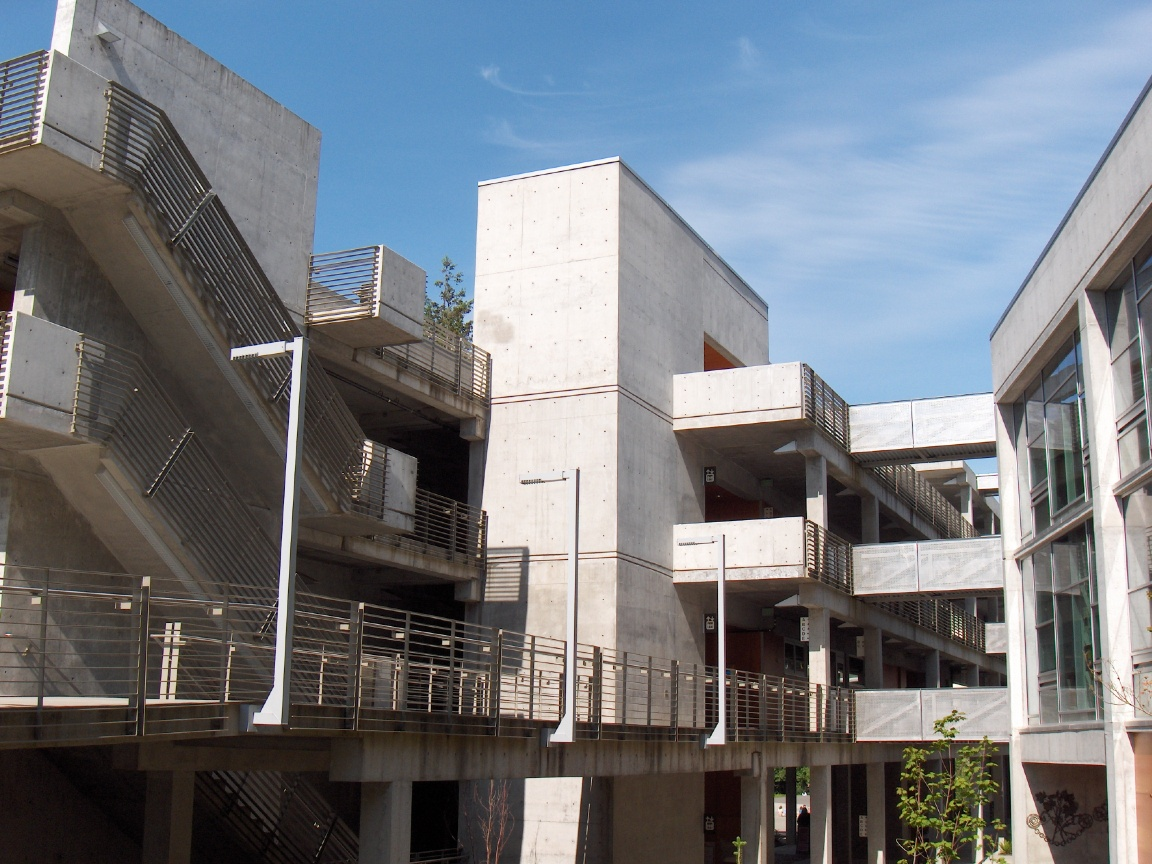
A 2-es szemináriumi épület

A Washington állam BSc-képzést nyújtó intézményeinek rektorai által 1964-ben kiadott jelentés szerint a földrajzi eloszlás miatt új főiskola létesítése szükséges, egyben szorgalmazták, hogy 1965-ben jöjjön létre az új iskola helyét meghatározó ideiglenes bizottság.
1965 és 1966 során ez az ideiglenes szerv és a Nelson Associates of New York tanulmányai alapján az új intézménynek Thurston megye egy külvárosi részén, Olympia 16 km-es körzetében kell létrejönnie. Az HB 596  jelű engedélyező határozat (1967, 47. fejezet) szerint az iskola területe legalább 240 hektár lesz, ezzel ez a 20. század során Washingtonban megalapított legnagyobb alapterületű felsőoktatási intézmény.
Az Evergreen nevet 31 másik lehetőség közül 1968. január 24-én választották ki. Az első rektort (Charles J. McCann) november 1-jén nevezték ki, a tanítás pedig 1971. október 4-én kezdődött meg 1128 hallgatóval. McCann a vezetői tisztséget 1977. június 6-i lemondásáig töltötte be, a későbbiekben oktatóként dolgozott tovább; a poszton Daniel J. Evans kormányzó, az iskolát létrehozó rendelet aláírója követte. Evans 1983-ig volt a főiskola rektora, majd a Henry M. Jackson szenátor halála miatt megüresedett képviselői helyet töltötte be. A férfi nevét viseli a kampusz legnagyobb épülete, a Daniel J. Evans Könyvtárépület; McCann nevét pedig a bejárat (Charles J. McCann tér) őrzi.
Az 1992–93-as tanév diplomaosztójának nyitóbeszédét a hallgatók választása alapján Leonard Peltier indián aktivista mondta el; ez volt az első diplomaátadó, amelyen több, mint ezer hallgató vett részt. Az eseményt a nagy visszhangot kiváltó beszédek között „a legkevésbé hagyományos nyitóbeszédként” értékelték. A szövetségi börtönben is megforduló Peltier megjegyzéseit egy végzős hallgató olvasta fel.
1999-ben nagy visszhangot váltott ki, hogy a diplomaosztó nyitóbeszéde a Mumia Abu-Jamal aktivista által a főiskolához eljuttatott hangüzenet volt.
2004-ben megnyílt a kettes szemináriumi épület, valamint elkészült a könyvtár átépítése is.
2015-től a rektori tisztséget George Sumner Bridges tölti be, aki az ideiglenes tisztségviselőket nem számítva hatodik a sorban; a férfi korábban a Walla Walla-i Whitman Főiskola vezetője volt.

### A 2017-es diáktüntetések
1970 és 2018 között Douglas Turner Ward „Day of Absence” darabjának mintájára egy adott áprilisi napon a „Távolmaradás napja” keretében a színes bőrű hallgatók és -oktatók nem jelentek meg a kampuszon, ezáltal kívánták felhívni a figyelmet arra, hogy mekkora jelentősége van iskolai tevékenységüknek (2017-ben a hallgatók körülbelül negyede színes bőrű volt). 1992 óta az eseményt követi a „Jelenlét napja”, amikor az egyetemi polgárság újra egyesül.
Miután a színes bőrű hallgatók a 2016-os elnökválasztás után jelezték, hogy szerintük többé nem látják őket szívesen a kampuszon, a 2017-es Távolmaradás napja a korábbiaktól eltérően zajlott; ez évben a fehér hallgatókat és oktatókat is kérték, hogy maradjanak otthon, miközben az intézményben a színes bőrű hallgatóknak szóló programokat tartottak. Márciusban Bret Weinstein biológiaprofesszor az iskola vezetőségének címzett levelében a változással kapcsolatos aggályait fejezte ki; szerinte „egy főiskolai kampuszon a szólásszabadság nem függhet bőrszíntől”, illetve „nem mindegy, ha egy csoport, vagy egyesülés távol marad egy közös helyszíntől a jelentőségük kiemelése érdekében, […] vagy más csoportokat buzdítanak erre”. Weinstein üzenetei kiszivárogtatásuk után terjedni kezdtek a konzervatív médiában (Breitbart News és Heat Street), minek következtében több iskolai dolgozót is megfenyegettek. 2017 májusának végén a professzor által írtak nyomán szerveződött tüntetés miatt egy időre ellehetetlenült az oktatás. Weinstein szerint a főiskola biztonsági szolgálata azt tanácsolta neki, hogy ne jelenjen meg az intézmény területén, mivel nem tudják megvédeni, ezért előadása egy közparkban zajlott. Később Weinstein és felesége (Heather Heying) is elhagyta a főiskolát, amely félmillió dolláros kártérítést fizetett nekik azért, mert nem tudták garantálni a biztonságukat.
A június 1-jei közvetlen veszélyhelyzet miatt a kampuszt kiürítették és két napra lezárták. A botokkal és baseballütőkkel felfegyverkezett vandálok tízezer dollár anyagi kárt okoztak az épületekben, ezért további egy napos kényszerszünetet rendeltek el. A Patriot Prayer szélsőjobboldali csoport június 15-i tüntetése miatt a tanítási nap hamarabb véget ért; a másnapi diplomaátadót biztonsági okokból a kampuszon kívül rendezték meg.
Egy belső jelentés szerint a tüntetések negatív hatással lehetnek a jelentkezők létszámára nézve, amely az elmúlt évtizedben ezen események nélkül is csökkent. Az intézmény később a költségvetést 10%-kal csökkentette, valamint megemelte a tandíjakat.

## Kampusz

### Daniel J. Evans Könyvtár
Az intézmény fő könyvtárának névadója Daniel J. Evans, aki a főiskolát megalapító rendeletet aláíró kormányzó, egyben az iskola második rektora is volt. A könyvtárban 428 ezer nyomtatott kötet, összesen pedig 750 ezer nyomtatott és digitális kiadvány található. A létesítményben számos kisebb olvasóterem, valamint ritka könyvek és kormányzati anyagok is megtalálhatóak. A létesítmény első emeletén helyezkedik el a Kvantitatív- és Szimbolikus Érvelési Központ (Quantitative and Symbolic Reasoning Center, QuaSRC); maga a könyvtár a Daniel J. Evans Könyvtárépület információtechnológiai szárnyában, a médiaszolgáltatások és a számítógépes laboratórium mellett található.

### Környezetvédelem és strand
Az intézmény területének nagy része újratelepített erdőből áll, ahol terepkutatások zajlanak; a kampusz továbbá a művészeti alkotások ihleteként is szolgál. A főiskolához tartozó erdőben több ösvény is található, amelyeken a természetvédelmi terület, illetve az Evergreen strand is megközelíthető. A partot meredek (5–20 méter közötti) lejtők, kavicsos partszakaszok és partra mosott farönkök jellemzik; apály idején a Pudget Sound árapályzónája 46 méter hosszan is benyúlhat az Öreg-öbölbe. A főiskolához tartozik egy kilométer eredeti állapotában lévő partszakasz, továbbá 27 km, a Puget Sound árapályzónájába eső terület is, ahol a pihenés mellett kutatásokat is végeznek. A strandra vezető út végén egy csónakrámpa található.

### Biogazdálkodás
Az Evergreen Biofarm 0,35 hektáros területen fekszik; itt évelő növényeket is termesztenek, valamint csirkéket is nevelnek. A termékeket általában a közösségi értékesítő szervezeten keresztül, illetve a keddi és csütörtöki napokon működő Vörös téri piacon értékesítik, de ezej gyakran a büfék üzemeltetőihez (Aramark  és Flaming Eggplant Cafe) kerülnek. A keletkező többletet „A fenntartható mezőgazdálkodás gyakorlata” című interdiszciplináris képzésen résztvevők kaphatják meg.
A termények eladásából származó bevételeket más projektek és berendezések vásárlására (például két melegház, a hűtő, a komposztáló, a kerítés és a gyümölcsös), valamint kertészeti kutatásokra fordították.
A kijelölt termőterületek parcelláin csak bizonyos növényeket termelnek, melyek sorrendjét öt évente módosítják; az ültetett növények négy csoportba sorolhatóak, amelyeket az évszakoknak megfelelően cserélnek.
Az ültetvények sokszínűségét a főiskola nagyrészt a vetésforgó módszerével tartja fenn, de földborítással és vegyes ültetéssel is próbálkoznak. A sokszínűség a fenntartható gazdaság egyik alappillére; ezáltal egy nem mérgező, betegségektől és kártevőktől mentes flóra jöhet létre.
A biofarmon található létesítményben az összes, arra alkalmas hulladékot komposztálják, továbbá biodízel-üzem, közösségi kert és egy, nagyrészt a hallgatók által épített tanyaház is található itt.

### Közszolgáltatási központok
A főiskolán található a Longhouse Oktatási- és Kulturális Központ, amely a hallgatóknak és a környéken élőknek nyújt szolgáltatásokat és segítséget. A helyi programokat (ünnepségek, előadások, kiállítások, közösségi események) az északnyugati őslakos csoportok vendégszeretetéről mintázták. A Longhouse lehetőséget nyújt a különféle kultúrák találkozására, egyben az indián kultúra művészet bemutatása, valamint népszerűsítése is célja.
Az ESC-n van a pártfüggetlen Washington Állam Közpolitikai Intézete, amely az államnak fontos döntések hatásait vizsgálja. A saját döntéshozói rendszerét használó szervezetben egyetemi szakértők és tanácsadók dolgoznak törvényhozók és állami tisztségviselők segítségével.
Az intézmény területén két további, említésre méltó szolgáltatási központ található, ezek a Washingtoni Alapképzés-fejlesztési Központ és a Közösségi Alapú Tanulás és -Tevékenység Központja.

## Oktatás

### Rangsorok
A U.S. News & World Report 2019-es rangsora alapján a főiskola az USA nyugati felén elhelyezkedő intézmények között a 35., a nyugati részen elhelyezkedő, BSC-képzést is nyújtó iskolák között pedig a hatodik helyre került; továbbá a szervezet értékelése alapján a főiskola az elsőéveseknek nyújtott előkészítő programok (szemináriumok és oktatók bemutatása) tekintetében a 35. helyen áll. A New York Times korábbi oktatási szerkesztője, Loren Pope könyvében (Colleges That Change Lives) két intézményt említ meg, az Evergreen ezek egyike. A főiskolára felvételizők 96%-a felvételt nyer.

### Képzési szintek
Az intézmény BSc-képzése harmadéves rendszerben működik; ebben egyedülálló módon a hallgatók nem különálló kurzusokat, hanem az egész trimeszterre szóló, tizenhat kredites tárgycsoportokat vesznek fel, melyek során maximum három oktatótól hallgatják az adott területhez tartozó részeket. Az alapképzésben nincsenek szakok; a hallgatók minden negyedévben szabadon, sorrendi kötöttségek nélkül választhatnak a képzési programok közül. A programok 1–3 negyedévig tartanak; a három trimeszteres tárgycsoportok oktatása általában szeptembertől júniusig tart.
Az egyes programok végén a professzorok osztályozás helyett egyoldalas értékelést írnak a hallgatókról, majd személyesen is beszélgetnek velük. Az értékelésben az oktató meghatározza, hogy szerinte a diák hány kreditet érdemel, így kreditvesztés is lehetséges.
Mind a BA-, mind a BSc-diplomák megszerzéséhez 180 kreditre van szükség; BSc esetében ebből 72-t tudományos tárgyakkal, 48-at pedig felsőfokú képesítéssel lehet megszerezni, mely utóbbihoz az adott területen eltöltött egy év képzési idő szükséges. A tárgycsoportok a nappali mellett esti- és távoktatási munkarendben is elvégezhetőek.
Az alapképzéstől eltérően a mesterképzésben már konkrét szakok közül kell választani, ezek a környezettanulmányok, a tanárképzői és a közigazgatási.

## Sport
Az Evergreen Geoducks a National Association of Intercollegiate Athletics tagja; az egyesület főként a Cascade Collegiate Conference-ben játszik. A főiskolának öt férfi- (kosárlabda, cross-country, labdarúgás, evezés és atlétika), valamint hat női (kosárlabda, cross-country, labdarúgás, evezés, atlétika és röplabda) sportcsapata van. A sportegyesület nevét a régióban őshonos, ehető kagylófajról kapta.
A labdarúgócsapatot a 2004-es NAIA-negyeddöntőig juttató Joey Gjertsen később a Major League Soccer-beli San Jose Earthquakes játékosaként lett sikeres. Shawn Medved korábban a D.C. United és a San Jose Earthquakes csapatokban játszott; az 1996-os MLS-bajnokságon előbbi csapat színeiben rúgta be a kiegyenlítő gólt.
A Geoducks férfi kosárlabdacsapata a 2000-es évek első felében több sikert is magáénak tudhat: ők voltak a Cascade Collegiate Conference 2002-es bajnokai, valamint ugyanezen évben, illetve 2009-ben és 2010-ben is bejutottak a NAIA bajnokságába. Mike Parker, a 2002-es csapat forwardja Japánban építette ki karrierjét, valamint több korábbi játékos is külföldi csapatokhoz igazolt.

## Nevezetes személyek
A főiskola ismertebb öregdiákjai Paul Stamets mikológus; Matt Groening, Lynda Barry és Craig Bartlett képregény-rajzolók; Josh Blue és Michael Richards humoristák; Macklemore (Benjamin Hammond Haggerty), Carrie Brownstein, Corin Tucker, Tobi Vail, Conrad Keely, John Wozniak és Martin Courney zenészek; Steve Thomas műsorvezető; Benjamin Hoff, Judith Moore, Tom Maddox és Wendy C. Ortiz írók; Lynda Weinman, a lynda.com (ma LinkedIn Learning) társalapítója; Rachel Corrie aktivista; Shawn Medved és Joey Gjertsen labdarúgók; valamint Denny Heck demokrata politikus, Washington 10. kongresszusi körzetének első képviselője.

## Fordítás
Ez a szócikk részben vagy egészben  az   Evergreen State College című angol Wikipédia-szócikk ezen változatának fordításán alapul.  Az eredeti cikk szerkesztőit annak laptörténete sorolja fel. Ez a jelzés csupán a megfogalmazás eredetét és a szerzői jogokat jelzi, nem szolgál a cikkben szereplő információk forrásmegjelöléseként.